# Хоффман, Йозеф
Йозеф Франц Мария Хоффман (нем. Josef Franz Maria Hoffmann; 15 декабря 1870 года, Пирниц, Моравия — 7 мая 1956 года, Вена) — австрийский архитектор и художник прикладного искусства, ученик Отто Вагнера, один из главных представителей австрийского модерна и один основателей Венских мастерских, Австрийского Веркбунда и Венского сецессиона. Один из создателей архитектуры европейского функционализма.

## Биография
Йозеф Хоффман происходил из семьи мелкого текстильного фабриканта. Отец хотел видеть сына юристом и предпринимателем и отправил его в коммерческое училище. Но Йозеф в 1887 году перешёл в Высшую школу искусств и ремёсел в Брно (Словакия), где в 1891 году получил степень бакалавра. В 1892 году Йозеф Хоффман начал учёбу в Венской Академии изобразительных искусств под руководством знаменитых архитекторов Карла фон Хазенауэра и Отто Вагнера. В Академии он встретил своих будущих соратников в борьбе за новое искусство: Йозефа Марию Ольбриха, Коломана Мозера, Карла Отто Чешку. Дипломный проект Хоффман выполнял под руководством О. Вагнера. Выиграв Римскую премию, он смог в течение года путешествовать и работать в Италии. В 1898 году Хоффман женился на Анне Хладик. Сын Йозефа Хоффмана — Вольфганг, 1900 года рождения — вместе с бывшей ученицей своего отца Полой Вайнбах Хоффман (позже Пола Стаут) в 1925 году эмигрировал в Нью-Йорк.

## Творчество
По возвращении из Италии в 1897 году Хоффман был принят в проектное бюро Отто Вагнера в Вене. В том же году вместе с Густавом Климтом, Альфредом Роллером, Коломаном Мозером, Йозефом Марией Ольбрихом, Максом Курцвайлем, Эрнстом Штёром, Вильгельмом Листом и другими художниками, порвавшими с консерватизмом и традиционными понятиями в искусстве, ориентированными на эклектику периода историзма Йозеф Хоффман основал Венский сецессион («Отделение»). Примером для них стали Берлинский и Мюнхенский сецессионы. Хоффман был автором первого манифеста Сецессиона, в котором содержались призывы к созданию зданий, лишённых бесполезного орнамента. Эти идеи созвучны тем, что провозгласил А. Лоос в своей нашумевшей статье «Орнамент и преступление» (1908). С 1898 года в целях распространения своих идей группа издавала свой собственный журнал Ver Sacrum (с лат. — «весна священная»).
В 1899 году, в возрасте двадцати девяти лет, Хоффман начал преподавать в Школе художественных ремёсел (Kunstgewerbeschule), ныне: Венский университет прикладных искусств. Ранние работы художников Сецессиона и самого Хоффмана ещё оставались в рамках эстетики стиля ар нуво. После Восьмой Венской выставки 1900 года, целиком посвящённой декоративному искусству, творчество группы стало более новаторским. Но Хоффман полностью не порывал с исторической традицией. Примерами для него были работы Чарльза Ренни Макинтоша, Чарльза Роберта Эшби, Анри Ван де Велде.
В 1903 году Йозеф Хоффман вместе с Коломаном Мозером основал Венские мастерские (Wiener Werkstätte) — объединение художников, мастеров и промышленников для создания вещей «нового стиля» включая архитектуру, мебель, светильники, изделия из стекла и металла, посуду и текстиль. Критики писали, что в архитектуре Хоффман был «одержим проблемой формы» и «маньеристической предрасположенностью к элитарной культуре ремесла». Но, в отличие от А.Лооса, он был достаточно гибким художником, «часто варьировал свой стиль и всегда был готов идти на компромиссы».
Построенный Йозефом Хоффманом Пуркерсдорфский санаторий в окрестностях Вены (1904—1906) продемонстрировал манию геометризма: квадраты и прямоугольники, шахматная клетка, которая стала «фирменным знаком» Хоффмана. Всё это повторялось в интерьерах и мебели, специально разработанной для здания художниками Венских мастерских. За пристрастие к геометрическим формам Йозефа Хоффмана называли «подлинным вагнерианцем», а за характерные прямоугольные формы — «дощатым» и «квадратным Хоффманом» (Quadratl Hoffmann).
Хоффман разработал концепцию и художественное оформление австрийской экспозиции для Всемирной выставки в Париже 1900 года, на которой «стиль Сецессион» был представлен международной аудитории. В 1899 году Хоффман проектировал Восьмую экспозицию Сецессиона, одну из самых важных выставок, которую он провёл благодаря своим международным связям. Помимо работ художников Венского сецессиона, на выставке были представлены работы французского художника Жюля Мейер-Грефе, бельгийца Анри ван де Велде, шотландского архитектора Чарлза Эшби, и особенно работы шотландских художников «Школы Глазго»: Чарлза Ренни Макинтоша и Маргарет Макдональд. В 1910 году Хоффман стал содиректором фирмы Лобмейр, производящей изделия из стекла, сотрудничал с фабрикой «Лётца». Хоффман проектировал в своём геометрическом стиле новые образцы мебели, светильников, посуды. В 1912 году Йозеф Хоффман организовал Австрийский Веркбунд (Österreichischer Werkbund) с отделением в Швейцарии. В 1914 году Германский и Австрийский Веркбунд провели большую совместную выставку в Кёльне.
С 1920 года Хоффман был главным архитектором Вены. Его самое знаменитое произведение — дворец Стокле (по фамилии заказчика и владельца) в Брюсселе (1905—1911) — причислено к памятникам Всемирного наследия. Интерьеры и мебель для этого замечательного здания делали Г. Климт и художники Венских мастерских. Эта постройка настолько характерна для «нового венского стиля», что получила название «музея Сецессионизма». Другие важные работы Хоффмана: Дом Хохштеттера в Вене (1906—1907); и Вилла Аст в Вене (1909—1911), построенная для Эдуарда Аста, бизнесмена и строительного подрядчика, основного спонсора Венских мастерских.
В 1920-х годах Хоффмана особенно интересовало строительство государственных многоквартирных жилых домов для рабочих. Его первый подобный проект: дом в Клозе-хофе, районе Вены (1924—1925). Хоффман организовывал выставки градостроительных проектов с относительно дешёвыми домами простой конструкции. Одна из новаций Хоффмана — стеклянная лестница на внешней стороне каждого дома, которая делала интерьеры просторнее и придавала разнообразие фасадам. Другая находка, заимствованная у Ле Корбюзье, — терраса на крыше дома. Последней крупной работой Хоффмана перед Второй мировой войной был павильон Австрии на Венецианской биеннале 1934 года. Здание было необычайно простым, в форме буквы U. Оно не сохранилось, но было восстановлено в 1984 году.
В 1936 году Хоффман получил звание почётного профессора Школы художественных ремёсел, но продолжал работать со своими учениками. Хоффман был опытным и уважаемым педагогом. Его неформальными учениками считали себя Оскар Кокошка, Эгон Шиле и Ле Корбюзье. Являясь членом международного жюри конкурса на проектирование дворца Лиги Наций в Женеве в 1927 году, Хоффман принадлежал к меньшинству, проголосовавшему за проект Ле Корбюзье. В 1937 году представил модель интерьера «Будуар великой актрисы» на Парижской международной выставке 1937 года и разработал новые интерьеры для отеля Империал в Вене.
Хоффманн голосовал за союз Австрии с фашистской Германией, архитектор восхищался нацистами, которые назначили его специальным комиссаром по искусству Вены. После аншлюса 1938 года Хоффман реконструировал бывшее здание немецкого посольства в «Дом вермахта» для офицеров армии. После его использования британским правительством с 1945 по 1955 год дом был снесён. Во время Второй мировой войны Хоффман создал более восьмидесяти архитектурных проектов, но об их реализации ничего не известно. В 1945 году, после войны, Хоффман вновь присоединился к Венскому сецессиону, который он вместе с Густавом Климтом и Отто Вагнером из-за внутренних разногласий покинул в 1905 году. В 1948—1950 годах Хоффман был президентом Сецессиона. Он умер 7 мая 1956 года в возрасте восьмидесяти пяти лет в своей квартире на улице Салезианергассе, 33 в Вене.
Хоффман имел множество международных наград и почётную стипендию Американского института архитекторов. После периода забвения, в 1980-х годах было опубликовано несколько монографий и проведены крупные выставки о творчестве Хоффмана. Спроектированные им изделия производятся до настоящего времени. В 1991 году в залах Государственного Эрмитажа в Санкт-Петербурге была проведена большая ретроспективная выставка «Йозеф Хоффман. 1870—1956» из фондов Австрийского музея прикладного искусства в Вене, которую затем показали во многих городах Западной Европы и США.

## Звания и награды
- Командор ордена Почётного легиона. 1926
- Государственная премия Австрии в области архитектуры. 1950
- Почётный доктор Венского технического университета. 1951
- Почётный доктор Дрезденского технического университета. 1951
- Медаль Рудольфа Дизеля. 1966

## Наиболее известные архитектурные работы
- 1900—1911. Проект колонии художников Hohe Warte
- 1900—1901. Дом на двоих для Коломана Мозера и Карла Моля
- 1904—1906. Пуркерсдорфский санаторий в пригороде Вены
- 1905—1906. Дом писателя Рихарда Беер-Хоффмана в Вене
- 1905—1911. Особняк Стокле в Брюсселе, Бельгия
- 1913—1915. Вилла Примавези в Вене
- 1919—1924. Дом Зигмунда Берла в Брунтале, Моравия
- 1920—1921. Вилла Фрица Громана в Врбно, Моравия
- 1924—1925. Городской жилой комплекс Клозе-хоф
- 1934. Австрийский павильон на Венецианской биеннале

## Галерея
- Дом Мозер-Моль (Дом на двоих для Коломана Мозера и Карла Моля). 1900—1901
- Санаторий Пуркерсдорф, Вена. Фасад. Центральная часть. 1904—1906
- Санаторий Пуркерсдорф, Вена. Интерьер. 1904—1906
- Городской жилой комплекс Клозе-хоф. Портал. 1924—1925
- Особняк Стокле в Брюсселе, Бельгия. 1905—1911
- Особняк Стокле. Башня
- Особняк Стокле. Столовая. Художники Венских мастерских. Фотография 1914 г.
- Кресло. 1903
- «Мобилетто» (стол-комод). 1902
- Кресло с регулируемой спинкой (stitzmachine). 1905